# Старо-Калитвянская волость
Старо-Калитвянская волость — историческая административно-территориальная единица Острогожского уезда Воронежской губернии с центром в слободе Старая Калитва.
По состоянию на 1885 год состояла из 4 поселений, 4 сельских общин. Населения — 8731 лицо (4370 мужского пола и 4361 — женской), 1308 дворовых хозяйств.
| Площадь, десятин      | В том числе пахотной, дес. |       |
| --------------------- | -------------------------- | ----- |
| Сельских общин        | 21424                      | 13781 |
| Частной собственности | 596                        | 398   |
| Другой собственности  | 215                        | 180   |
| В общем               | 22235                      | 14359 |

Крупнейшие поселения волости на 1880 год:
- Старая Калитва — бывшая государственная слобода при реке Дон и озере Подгорне за 120 верст от уездного города, 4879 человек, 756 дворов, православная церковь, школа, богадельня, 3 скамейки, 20 водяных и 44 ветряных мельницы, 4 ярмарки в год.
- Карабут — бывшая государственная слобода при реке Дон, 1283 лица, 205 дворов, православная церковь, 2 лавки, 28 ветряных мельниц.
- Кулаковка — бывшая государственная слобода при реке Дон, 1051 лицо, 139 дворов, православная церковь, лавка, 18 ветряных мельниц.
- Терновка — бывшая государственная слобода при реке Дон, 1400 человек, 208 дворов, православная церковь, лавка, 14 ветряных мельниц.